# Marc-André ter Stegen
Marc-André ter Stegen, född 30 april 1992 i Mönchengladbach, är en tysk fotbollsmålvakt. Sedan ligasäsongen 2014/2015 spelar han i den spanska La Liga-klubben FC Barcelona.

## Klubbkarriär
Ter Stegen började sin karriär i tyska Borussia Mönchengladbach som han tillhörde från fyra års ålder. 
I maj 2014 skrev ter Stegen, 22 år gammal, på för den spanska La Liga-klubben FC Barcelona.. Under sin första säsong var han förstemålvakt i Champions League samt Copa del Rey, medan han var andramålvakt i La Liga. Under sin första säsong vann han trippeln. Han spelade Champions League-finalen mot Juventus och stod för ett par fina räddningar.

## Landslagskarriär
Ter Stegen har hittills gjort ett antal A-landskamper för Tyskland. Han debuterade mot Schweiz i maj 2012. I sin andra landskamp, som spelades mot Argentina, räddade han en straffspark av Lionel Messi.
I november 2022 blev ter Stegen uttagen i Tysklands trupp till VM 2022.

## Meriter

### FC Barcelona
- La Liga: 2014/2015, 2015/2016, 2017/2018, 2018/2019, 2022/2023, 2024/2025
- Uefa Champions League: 2014/2015
- Copa del Rey: 2014/2015, 2015/2016, 2016/2017, 2017/2018, 2020/2021, 2024/2025
- Supercopa de España: 2016, 2018, 2022-23, 2024-25
- Uefa Super Cup: 2015
- Världsmästerskapet i fotboll för klubblag: 2015